# بینه کرده
بینه کرده، روستایی تاریخی و زیبا گیلک در بخش مرکزی شهرستان سیاهکل در  گیلان، ایران است.

## جمعیت
این روستا در دهستان مالفجان قرار دارد و براساس سرشماری مرکز آمار ایران در سال ۱۳۸۵، جمعیت آن زیر ۳۰۰ خانوار بوده‌است.